# Вафтруднир
Вафтруднир (старонордијски „мудри ткач") је мудри Јотун у нордијској митологији. У поетској Еди, у поеми Вафтруднисмал, Вафтруднир је домаћин (прерушеног) Одина и његов противник у смртоносној игри знања, која резултује Вафтруднировим поразом.